# Jerko Marinić Kragić
Jerko Marinić Kragić (Split, 1991. január 24. ― )Világ és Európa bajnok horvát válogatott vízilabdázó, a Jadran Split játékosa center poszton.

## Sportpályafutása
Szülővárosa egyik csapatában, a Mornar Splitben kezdett vízilabdázni, ezt követően 2015-től egy bajnoki idényen át az olasz Posillipo együttesében pólózott, majd Montenegróba, a Jadran Herceg Novi csapatába igazolt. 2018 és 2020 között a román Steauában játszott. 2020 óta a Jadran Split játékosa. A horvát nemzeti válogatott tagjaként 2022-ben Európa-bajnoki címet szerzett.

## Eredményei

### Klubcsapattal

#### Jadran Herceg Novi
- Montenegrói bajnokság
  - Bajnok: 2017, 2018
- Montenegrói Kupa
  - Kupagyőztes: 2016, 2017

#### Steaua Bukarest
- Román bajnokság
  - Bajnok: 2019, 2020

#### Jadran Split
- Horvát bajnokság
  - Bajnok: 2023
  - Ezüstérmes: 2022
  - Bronzérmes: 2021

### Válogatottal

#### Korosztályos válogatott
- Ifjúsági Európa-bajnoki bronzérmes (Belgrád, 2008)
- Junior világbajnok (Sibenik, 2009)
- Junior világbajnoki 6. helyezett (Vólosz, 2011)

#### Felnőtt válogatott
- Világbajnoki 4. helyezett (Budapest, 2022)
- Európa-bajnok (Split, 2022)
- Világbajnoki 9. helyezett (Fukuoka, 2023)